# Zunanje uho
Zunanje uho (lat. auris externa) je del ušesa, ki zajema uhelj in zunanji sluhovod.
Iz okolice sprejema zvočno energijo in jo usmerja na bobnič. Zgrajeno je tako, da selektivno 30- do 100-krat poveča zvočni tlak frekvenc okoli 3 kHz. Posledično je človek najobčutljivejši na zvočne frekvece v tem razponu in zato so pogosto te frekvence vzrok poškodbam sluha. Tudi večina zvokov, ki jih ustvarja človek z govorjenjem, so v razponu okoli 3 kHz.

## Razvoj
Med četrtim in petim tednom razvoja zarodka vidimo v predelu glave in vratu štiri žrelne brazde in zunanji sluhovod se razvije iz zadajšnjega dela prve žrelne brazde. Ektodermalne celice iz dna lijakasto oblikovane cevi bodočega zunanjega sluhovoda na začetku tretjega meseca razvoja proliferirajo v trdno vrhnjino ploščo, sluhovodov čep. Osrednje celice čepa približno v sedmem mesecu razvoja degenerirajo, oblikujejo votlino, ki postane notranji del zunanjega sluhovoda. Sluhovod je ob rojstvu sorazmerno kratek, svojo končno dolžino doseže okrog devetega leta starosti. Uhelj se razvije iz šestih gričkov, zgostitev embrionalnega tkiva, ki obdajajo prvo žrelno brazdo v 6. tednu na bazi vratu. Trije grički ležijo v prvem, trije pa
v drugem žrelnem loku. Medtem ko uhelj raste, se zmanjšuje prvi žrelni lok. Ko se razvije spodnja čeljustnica, se uhelj pomakne navzgor v svojo končno lego ob strani glave. Ušesna mečica se razvije zadnja. Uhelj nadaljuje rast do pubertete.

## Bolezni
Bolezni zunanjega ušesa so lahko posledica prirojene napake, kožne bolezni, okužbe, novotvorbe, zapore (obstrukcije) ali poškodbe.
Večje razvojne nepravilnosti uhlja ali zunanjega sluhovoda so redke, manjša razobličenja pa so precej pogosta. Manjše razvojne
nepravilnosti uhlja služijo kot značilen vzorec prirojenih nepravilnosti. Nenormalna oblika uhlja je pogosta pri kromosomskem sindromu, kot je trisomija 18, ali pri otrocih, prizadetih zaradi materinega uživanja določenih drog (talidomid, streptomicin, salicilati).Majhnost uhlja ali mikrotija je posledica motenj v razvoju mezenhimskih gričkov prvega in drugega žrelnega loka. Navadno je povezana z odsotnostjo zunanjega sluhovoda in nepravilnostmi v zgradbi srednjega ušesa. Zaprt zunanji sluhovod je posledica nekanaliziranega sluhovodovega čepa. Običajno je globoki, notranji del sluhovoda odprt, zunanji pa je zaprt s kostjo ali vezivom. Veliko primerov odsotnosti zunanjega sluhovoda je povezanih s sindromom prvega žrelnega loka. Molekularne študije so pokazale, da so za motnje v razvoju ušesa odgovorne tudi mutacije genov, ki sicer nadzorujejo normalen razvoj ušesa.
Zunanje uho lahko prizadene tudi dermatitis, pri čemer pride do vnetja zunanjeg sluhovoda s srbenjem in kožnimi spremembami. Lahko je posledica stika z alergeni (kontaktni dermatitis), npr. z uhani, ki vsebujejo nikelj, kozmetičnimi izdelki (barve za lase, losjoni ...), ali pa se pojavi samoodsebno (ekcematoidni dermatitis).
Vnetje zunanjega ušesa prizadene uhelj ali zunanji sluhovod ali oboje. Gre za pogosto bolezen, ki se pojavlja v vseh starostnih skupinah. Najpogosteje ga povzročata bakteriji Pseudomonas aeruginosa in Staphylococcus aureus, lahko pa je povzročitelj katera druga bakterija, virus ali glivica.
Zaporo zunanjega sluhovoda lahko povzročijo ušesno maslo, vstavljen predmet ali žuželka.